# Hoya onychoides
Hoya onychoides ist eine Pflanzenart der Gattung der Wachsblumen (Hoya) aus der Unterfamilie der Seidenpflanzengewächse (Asclepiadoideae). 

## Merkmale
Hoya onychoides ist eine epiphytische, windende, kletternde Pflanze mit dicht beblätterten Trieben. Die mehrere Meter langen, kahlen Triebe haben einen Durchmesser bis zu 5 mm. Die Internodien sind bis 120 mm lang. Unter den Blattbasen sind die Triebe etwas verdickt. Die hängenden, gegenständigen Blätter sind gestielt, die Stiele sind 18 bis 22 mm lang, 4 bis 5 mm dick und auf der Oberseite mit einer Längsrinne versehen. Die sukkulenten Blattspreiten sind lanzettlich-eiförmig, bis 12 cm lang und etwas unterhalb der Mitte bis 5,5 cm breit (18 cm lang, 7 cm breit). Die Basis ist gerundet bis leicht herzförmig, der Apex ist zipflig ausgezogen. Die Ober- und Unterseiten sind kahl, die Oberseite ist dunkelgrün, die Unterseite ist etwas heller grün. An der Basis sitzen Drüsen. Die Blattnervatur ist nur undeutlich. An den Blattbasen sitzen 3 oder 4 Drüsen. Alle vegetativen Teile sondern bei Verletzung einen weißen Milchsaft ab.
Der doldenförmige, hängende Blütenstand enthält bis 3 bis 7 Blüten, und ist insgesamt bis 17 cm lang. Die Blütenstandsstiele sind bis 8 bis 13 cm lang, 3 mm dick und kahl. Die Blütenstiele sind etwa 4,5 bis 6 cm lang, 1 bis 2 mm dick und kahl. Die Kelchblätter sind lanzettlich-eiförmig bis eiförmig, 3,5 bis 5,6 mm lang und 2,6 bis 3,2 mm breit, und kahl. Die Blütenkrone hat einen Durchmesser von 3,2 bis 4,5 cm, und ist 2,5 bis 2,7 cm lang bzw. hoch. Sie ist durchgehend rot bzw. pink oder auch rot/pink mit einem weißen Zentrum. Innen- und Außenseite sind kahl bis auf einen Bereich mit einigen Trichomen an der Basis des Nebenkronenstiels und an der Basis der Nebenkrone. Der Stiel ist 10 bis 13 mm lang und misst 20 bis 30 mm im Durchmesser. Die Kronblätter sind in der basalen Hälfte miteinander verwachsen. Die dreieckigen bis lanzettlichen Kronblattzipfel sind 18 bis 32 mm lang, 15 bis 18 mm breit und nach oben gebogen, die Spitzen sind sogar zum Zentrum gebogen. Die Ränder sind zurück gebogen. Die Kronblattzipfel bekommen dadurch ein klauen- oder krallenartiges Aussehen (Name!). Die staminale Nebenkrone ist dunkelrot bis pink, 17 mm lang (hoch) und hat einen Durchmesser 11 mm. Die Nebenkronenzipfel sind 12 bis 13 mm lang und 2 bis 2,2 mm breit. Der innere Fortsatz ist, lanzettlich-länglich und aufsteigend, der äußere Fortsatz stumpf zulaufend. Die Anhänge der Staubbeutel sind lanzettlich. Der Griffelkopf ist konisch-rundlich mit einem Durchmesser von 1,9 bis 2 mm. Die Pollinaria sind 1,85 bis 1,9 mm lang und 1,15 bis 1,2 mm breit. Die Pollinia sind schmal-länglich 180 bis 185 µm lang, 50 bis 52 µm breit mit einem hyalinen äußeren Rand. Das Corpusculum ist rhombisch-länglich, 70 bis 75 µm lang, 38 bis 40 µm breit. Die Caudiculae sind 40 bis 45 mm lang und 15 bis 20 µm breit; sie setzen im oberen, breiten Teil des Corpusculum an. Früchte und Samen wurden nicht beobachtet. 

## Geographische Verbreitung und Habitat
Die Art ist bisher in der Milne Bay Province und der Morobe Province in Papua-Neuguinea nachgewiesen. Das Habitat, wo die ursprüngliche Pflanze wuchs, ist nicht näher bekannt (tropischer Regenwald).

## Taxonomie
Das Taxon wurde 1995 von Paul Irwin Forster, David J. Liddle und Iris M. Liddle beschrieben. Die Typuspflanze wurde ursprünglich an der Straße Lae - Boana in der Morobe Province von Papua-Neuguinea gesammelt und in Emerald Creek, Mareeba, Queensland kultiviert. Der Holotypus stammt von dieser Pflanze und wird unter Oct 1990, D.J. Liddle IML559 im Queensland Herbarium in Brisbane, Queensland (Australien) aufbewahrt (2 Herbarblätter getrocknet und eine Spiritusprobe). Im Queensland-Herbarium befindet sich auch ein Exemplar, das im September 1930 von Turner in der Fife Bay, Milne Bay Province (Papua-Neuguinea) gesammelt wurde. Das Artepithet ist von Griechisch onyx (Klaue) und -oides (ähnlich) abgeleitet und verweist auf die klauenförmigen Kronblattzipfel. Die Datenbank Plants of the World online akzeptiert die Art als gültiges Taxon.